# Isingen
Isingen är ett berg i Antarktis. Det ligger i Östantarktis. Norge gör anspråk på området. Toppen på Isingen är 2 830 meter över havet.
Terrängen runt Isingen är huvudsakligen kuperad, men västerut är den bergig. Isingen är den högsta punkten i trakten. Trakten är obefolkad. Det finns inga samhällen i närheten. 